# Palmeira Cruz
Palmeira Cruz (León, México, 13 de outubro de 1992) é uma atriz mexicana que participou da televisão e do cinema em seu país com várias produções televisivas e cinematográficas.

## Filmografia

#### Telenovelas
| Ano       | Título                 | Personagem                      | Ref.              |
| --------- | ---------------------- | ------------------------------- | ----------------- |
| 2022      | La madrastra           | Betina Mena                     | [ 3 ] [ 4 ] [ 5 ] |
| 2019-2020 | Médicos, línea de vida | Liliana 'Lili' Morales          | [ 6 ] [ 7 ]       |
| 2018-2019 | Amar a muerte          | Rosa 'Rosita' Gómez             |                   |
| 2018      | Rosario Tijeras 2      | Venus                           | [ 8 ]             |
| 2016-2017 | Vuelve temprano        | Ingrid Parra                    | [ 9 ]             |
| 2016      | Las Amazonas           | Candela                         |                   |
| 2014      | El señor de los cielos | Lucila Sosa                     |                   |
| 2013      | La patrona             | Nayeli Sánchez / Eugenia Toledo |                   |
| 2012      | Último año             | Vanessa                         |                   |
| 2012      | Amor cautivo           | Rebeca                          |                   |
| 2012      | La mujer de Judas      | Enfermeira                      |                   |
| 2011      | Emperatriz             | Joalheira                       |                   |

#### Seriés de televisão
| Ano       | Título                      | Personagem       | Ref.   |
| --------- | --------------------------- | ---------------- | ------ |
| 2013-2018 | Como dice el dicho          | Vários episódios |        |
| 2016      | Por siempre Joan Sebastian  | Mary Lupe        | [ 10 ] |
| 2013-2016 | La rosa de Guadalupe        | Vários episódios |        |
| 2015      | El capitán Camacho          | Adelita          |        |
| 2012      | Lo que callamos las mujeres | Vários episódios |        |
| 2012      | A cada quien su santo       | /                |        |

### Cinema
| Ano  | Título                   | Personagem        | Ref. |
| ---- | ------------------------ | ----------------- | ---- |
| 2018 | La cena                  | Vanessa           |      |
| 2017 | Me gusta, pero me asusta | Bailarina de balé |      |
| 2014 | Fragmented               | Recepcionista     |      |